# Urobatis pardalis
Urobatis pardalis is een vissensoort uit de familie Urotrygonidae. De wetenschappelijke naam van de soort is voor het eerst geldig gepubliceerd in 2015 door Del Moral-Flores, Angula, López & Bussing.